# لیدی واشینگتن
لیدی واشینگتن (به انگلیسی: Lady Washington) یک کشتی است که طول آن ۶۸ فوت (۲۱ متر) و ارتفاع آن ۹۰ فوت (۲۷ متر) می‌باشد. این کشتی در سال ۱۹۸۹ ساخته شد.